# Thalassograpsinae
De Thalassograpsinae vormen een onderfamilie van de familie Varunidae uit de infraorde krabben (Brachyura). 

## Geslachten
De Thalassograpsinae omvatten slechts één geslacht:
- Thalassograpsus Tweedie, 1950